# Donald Edgar Tewes
Donald Edgar Tewes (Merrill, 4 de agosto de 1916 - Waukesha, 29 de agosto de 2012) fue un político, abogado, militar y empresario estadounidense. Se desempeñó como miembro de la Cámara de Representantes de los Estados Unidos por Wisconsin.

## Biografía
Tewes nació en Merrill, Wisconsin y se graduó de Merrill High School. En 1938, Tewes se graduó de la Universidad de Valparaíso en Valparaíso, Indiana y dos años más tarde se graduó de la Facultad de Derecho de la Universidad de Wisconsin siendo admitido en el Colegio de Abogados de Wisconsin. Posteriormente ejerció la abogacía en Merrill. 
Durante la Segunda Guerra Mundial, Tewes sirvió en las Fuerzas Aéreas del Ejército de los Estados Unidos, como oficial de inteligencia en los tigres voladores, en el Teatro China-Birmania-India. Después de la guerra, fue presidente de Tewes Plastic Corporation en Waukesha, Wisconsin y se jubiló en 1994.
Tewes votó a favor de la Ley de Derechos Civiles de 1957. Representó al 2.º distrito congresional de Wisconsin en la Cámara de Representantes de los Estados Unidos entre 1957 y 1959. En 1958, Tewes fue derrotado mientras buscaba la reelección al Congreso. En las elecciones de 1960, Tewes también fue derrotado, mientras buscaba ser elegido nuevamente para su antiguo escaño en la Cámara. Falleció el 29 de agosto de 2012 en Waukesha.